# Liste der Baudenkmale in Bentzin
In der Liste der Baudenkmale in Bentzin sind alle denkmalgeschützten Bauten der Gemeinde Bentzin (Mecklenburg-Vorpommern) und ihrer Ortsteile aufgelistet. Grundlage ist die Veröffentlichung der Denkmalliste des Kreises Demmin mit dem Stand vom 18. Dezember 1996. 

## Baudenkmale nach Ortsteilen

### Bentzin
| ID | Lage    | Bezeichnung | Beschreibung | Bild   |
| -- | ------- | ----------- | --- | ------ |
|    | (Karte) | Kirche      | Neugotischer Feldsteinbau als Saalkirche von 1862 mit Backsteineinfassungen und Stufengiebel, 3-gesch. Westturm aus Feld- und Backstein mit spitzem, 8-eckigem Turmhelm; Ausstattung aus der Bauzeit, Orgel von 1840 von A. Fischer. | Kirche |

### Alt Plestlin
| ID | Lage    | Bezeichnung | Beschreibung | Bild |
| -- | ------- | --- | --- | --- |
|    | (Karte) | Gutsanlage mit Gutshaus (einschließlich Saal mit Stuckdecke, Wandstuck), Park, Wirtschaftskomplex (links vorm Gutshaus) | 2-gesch. Putzbau von um 1850 auf älteren Fundamenten, mit Mezzaningeschoss und 3-gesch., mittigem Zwerchgiebel; Festsaal mit Stuckdecke; engl. Landschaftspark vom 19. Jh.; einst Besitz der Familien von Kaevenbrink bzw. von Keffenbrink und von Langen; 1-gesch. Verwalterhaus und ein Stall aus Feldstein, Gutshaus nach 1945 Wohnhaus, Sanierung nach 2000 | Gutsanlage mit Gutshaus (einschließlich Saal mit Stuckdecke, Wandstuck), Park, Wirtschaftskomplex (links vorm Gutshaus) |
|    | (Karte) | Kirche mit Friedhof, Feldsteintrockenmauer und Grabstätten                                                              | Chor vom 14. oder 15. Jahrhundert, Kirchensaal später; Sanierung, Veränderungen, Westempore und Fachwerkturm mit Westportal vom 17. Jh.; Kanzelaltar von um 1800, hölzerne Flachdecke von 1842, Paul Mehmel - Orgel von 1890. | Kirche mit Friedhof, Feldsteintrockenmauer und Grabstätten                                                              |

### Leussin
| ID | Lage | Bezeichnung                            | Beschreibung                                              | Bild    |
| -- | ---- | -------------------------------------- | --------------------------------------------------------- | ------- |
|    |      | Kapelle                                | Kleiner Bau aus Feldstein von 1876 mit Putzanbau von 1966 | Kapelle |
|    |      | Kriegerdenkmal 1914/1918 und 1939/1945 |                                                           |         |
|    |      | Feldsteinstall (tw. Wohnteil)          |                                                           |         |

### Zemmin
| ID | Lage    | Bezeichnung                                                                 | Beschreibung | Bild           |
| -- | ------- | --------------------------------------------------------------------------- | --- | -------------- |
|    | (Karte) | Kirche mit Friedhof, Feldsteinbacksteinmauer und klassizistischem Mausoleum | Verputzte Saalkirche vom 15. Jahrhundert aus Feld- und Backstein; Dachreiter vom 18. Jh. mit barocker Glockenhaube; polygonaler Chor von 1853; westlich davor dreischiffige Gruftkapelle mit dreijochigem Kreuzgratgewölbe; Innen: bemalte Kassettendecke vom 19. Jh., Altar vom 16. Jh., Orgel von um 1700 mit Orgelwerk von 1880. | Weitere Bilder |

## Quelle
- Bericht über die Erstellung der Denkmallisten sowie über die Verwaltungspraxis bei der Benachrichtigung der Eigentümer und Gemeinden sowie über die Handhabung von Änderungswünschen (Stand: Juni 1997)